# Bogdocosa
Bogdocosa baskuntchakensis es una especie de araña araneomorfa de la familia Lycosidae. Es el único miembro del género monotípico Bogdocosa. Es originaria del sur de Rusia.